# Amerikaans minipaard
Het Amerikaans minipaard (Engels: American Miniature Horse) is een heel klein paard uit de Verenigde Staten.

## Geschiedenis
Dit ras is ontstaan door Shetlanders te kruisen met kleine volbloeden. Hieruit ontstonden paarden met de bouw van volbloeden maar die niet groter werden dan Shetlanders. In 1978 werd de American Miniature Horse Association (AMHA) opgericht. Deze telt 160.000 geregistreerde paarden.
Momenteel worden er regelmatig minipaarden naar Nederland geëxporteerd. Hieruit komt het Nederlands minipaard voort. Deze paardjes worden vervolgens aangeboden op keuringen van het NMPRS en shows van het MHCE en het ICAMH.

## Uiterlijk
Het Amerikaanse minipaard is een paard in kleine versie. Hierin zijn drie hoofdtypen te onderscheiden; de arabier, de warmbloed en de quarter. In tegenstelling tot in Nederland worden Amerikaanse minipaarden niet gemeten op schofthoogte, maar op de laatste maanhaar. De maximaal toegestane hoogte komt dan op 34 inch (86 cm). Tot het vijfde levensjaar wordt er een tijdelijk papier afgegeven, wat bij het bereiken van het vijfde levensjaar en het niet overschrijden van de 34-inchregel een permanent papier wordt. Dit is vergelijkbaar met een stamboekopname.
De bouw dient chic en edel te zijn, met een paardenuitstraling. Een fijn hoofdje met recht profiel of een lichte dish, zeer zeker geen ramshoofd, fijne oortjes en grote, sprekende ogen. Deze paardjes kunnen in alle kleuren voorkomen. Het gangwerk dient soepel en ruim te zijn.

## Karakter
Over het algemeen zijn Amerikaanse minipaarden werkwillig van karakter; ze leren en werken graag. Ze kunnen heel temperamentvol zijn, maar de meeste zijn uitermate braaf, zodat ze ook ingezet worden in de paardensport voor gehandicapten.

## Gebruik
In Amerika wordt dit paard gebruikt als blindengeleidepaard, maar voor de rest is het een showpaard dat ook door kleine kinderen bereden kan worden. Er worden ook wedstrijden mee gehouden in het springen, mennen en de dressuur. De paarden worden ook gebruikt als therapiepony voor gehandicapte en autistische kinderen.